# Japan Series
Japan Series (日本シリーズ Nippon Shiriizu) lub Japan Championship Series (日本選手権シリーズ Nippon Senshuken Shiriizu) – seria finałowa w Nippon Professional Baseball rozgrywana między zwycięzcami Central League i Pacific League. Gra się do 4 wygranych meczów - czyli obowiązuje zasada best-of-seven. Seria ta przeważnie jest grana w październiku lub listopadzie.

## Zwycięzcy
| Rok  | Zwycięzca                    | Liga    | Wynik | Przegrany                    | Liga    |
| ---- | ---------------------------- | ------- | ----- | ---------------------------- | ------- |
| 1950 | Mainichi Orions              | Pacific | 4-2   | Shochiku Robins              | Central |
| 1951 | Yomiuri Giants               | Central | 4-2   | Nankai Hawks                 | Pacific |
| 1952 | Yomiuri Giants               | Central | 4-2   | Nankai Hawks                 | Pacific |
| 1953 | Yomiuri Giants               | Central | 4-2-1 | Nankai Hawks                 | Pacific |
| 1954 | Chunichi Dragons             | Central | 4-3   | Nishitetsu Lions             | Pacific |
| 1955 | Yomiuri Giants               | Central | 4-3   | Nankai Hawks                 | Pacific |
| 1956 | Nishitetsu Lions             | Pacific | 4-2   | Yomiuri Giants               | Central |
| 1957 | Nishitetsu Lions             | Pacific | 4-0-1 | Yomiuri Giants               | Central |
| 1958 | Nishitetsu Lions             | Pacific | 4-3   | Yomiuri Giants               | Central |
| 1959 | Nankai Hawks                 | Pacific | 4-0   | Yomiuri Giants               | Central |
| 1960 | Taiyō Whales                 | Central | 4-0   | Daimai Orions                | Pacific |
| 1961 | Yomiuri Giants               | Central | 4-2   | Nankai Hawks                 | Pacific |
| 1962 | Toei Flyers                  | Pacific | 4-2-1 | Hanshin Tigers               | Central |
| 1963 | Yomiuri Giants               | Central | 4-3   | Nishitetsu Lions             | Pacific |
| 1964 | Nankai Hawks                 | Pacific | 4-3   | Hanshin Tigers               | Central |
| 1965 | Yomiuri Giants               | Central | 4-2   | Nankai Hawks                 | Pacific |
| 1966 | Yomiuri Giants               | Central | 4-2   | Nankai Hawks                 | Pacific |
| 1967 | Yomiuri Giants               | Central | 4-2   | Hankyu Braves                | Pacific |
| 1968 | Yomiuri Giants               | Central | 4-2   | Hankyu Braves                | Pacific |
| 1969 | Yomiuri Giants               | Central | 4-2   | Hankyu Braves                | Pacific |
| 1970 | Yomiuri Giants               | Central | 4-1   | Lotte Orions                 | Pacific |
| 1971 | Yomiuri Giants               | Central | 4-1   | Hankyu Braves                | Pacific |
| 1972 | Yomiuri Giants               | Central | 4-1   | Hankyu Braves                | Pacific |
| 1973 | Yomiuri Giants               | Central | 4-1   | Nankai Hawks                 | Pacific |
| 1974 | Seibu Lions                  | Pacific | 4-2   | Chunichi Dragons             | Central |
| 1975 | Seibu Lions                  | Pacific | 4-0-1 | Hiroshima Toyo Carp          | Central |
| 1976 | Hankyu Braves                | Pacific | 4-3   | Yomiuri Giants               | Central |
| 1977 | Hankyu Braves                | Pacific | 4-1   | Yomiuri Giants               | Central |
| 1978 | Yakult Swallows              | Central | 4-3   | Hankyu Braves                | Pacific |
| 1979 | Hiroshima Toyo Carp          | Central | 4-3   | Kintetsu Buffaloes           | Pacific |
| 1980 | Hiroshima Toyo Carp          | Central | 4-3   | Kintetsu Buffaloes           | Pacific |
| 1981 | Yomiuri Giants               | Central | 4-2   | Nippon Ham Fighters          | Pacific |
| 1982 | Seibu Lions                  | Pacific | 4-3   | Chunichi Dragons             | Central |
| 1983 | Seibu Lions                  | Pacific | 4-3   | Yomiuri Giants               | Central |
| 1984 | Hiroshima Toyo Carp          | Central | 4-3   | Hankyu Braves                | Pacific |
| 1985 | Hanshin Tigers               | Central | 4-2   | Seibu Lions                  | Pacific |
| 1986 | Seibu Lions                  | Pacific | 4-3-1 | Hiroshima Toyo Carp          | Central |
| 1987 | Seibu Lions                  | Pacific | 4-2   | Yomiuri Giants               | Central |
| 1988 | Seibu Lions                  | Pacific | 4-1   | Chunichi Dragons             | Central |
| 1989 | Yomiuri Giants               | Central | 4-3   | Kintetsu Buffaloes           | Pacific |
| 1990 | Seibu Lions                  | Pacific | 4-0   | Yomiuri Giants               | Central |
| 1991 | Seibu Lions                  | Pacific | 4-3   | Hiroshima Toyo Carp          | Central |
| 1992 | Seibu Lions                  | Pacific | 4-3   | Yakult Swallows              | Central |
| 1993 | Yakult Swallows              | Central | 4-3   | Seibu Lions                  | Pacific |
| 1994 | Yomiuri Giants               | Central | 4-2   | Seibu Lions                  | Pacific |
| 1995 | Yakult Swallows              | Central | 4-1   | Orix Buffaloes               | Pacific |
| 1996 | Orix Buffaloes               | Pacific | 4-1   | Yomiuri Giants               | Central |
| 1997 | Yakult Swallows              | Central | 4-1   | Seibu Lions                  | Pacific |
| 1998 | Yokohama BayStars            | Central | 4-2   | Seibu Lions                  | Pacific |
| 1999 | Fukuoka Daiei Hawks          | Pacific | 4-1   | Chunichi Dragons             | Central |
| 2000 | Yomiuri Giants               | Central | 4-2   | Fukuoka SoftBank Hawks       | Pacific |
| 2001 | Tokyo Yakult Swallows        | Central | 4-1   | Orix Buffaloes               | Pacific |
| 2002 | Yomiuri Giants               | Central | 4-0   | Saitama Seibu Lions          | Pacific |
| 2003 | Fukuoka SoftBank Hawks       | Pacific | 4-3   | Hanshin Tigers               | Central |
| 2004 | Seibu Lions                  | Pacific | 4-3   | Chunichi Dragons             | Central |
| 2005 | Chiba Lotte Marines          | Pacific | 4-0   | Hanshin Tigers               | Central |
| 2006 | Hokkaido Nippon-Ham Fighters | Pacific | 4-1   | Chunichi Dragons             | Central |
| 2007 | Chunichi Dragons             | Central | 4-1   | Hokkaido Nippon-Ham Fighters | Pacific |
| 2008 | Saitama Seibu Lions          | Pacific | 4-3   | Yomiuri Giants               | Central |
| 2009 | Yomiuri Giants               | Central | 4-2   | Hokkaido Nippon-Ham Fighters | Pacific |
| 2010 | Chiba Lotte Marines          | Pacific | 4-2-1 | Chunichi Dragons             | Central |
| 2011 | Fukuoka SoftBank Hawks       | Pacific | 4-3   | Chunichi Dragons             | Central |
| 2012 | Yomiuri Giants               | Central | 4-2   | Hokkaido Nippon-Ham Fighters | Pacific |
| 2013 | Tohoku Rakuten Golden Eagles | Pacific | 4-3   | Yomiuri Giants               | Central |
| 2014 | Fukuoka SoftBank Hawks       | Pacific | 4-1   | Hanshin Tigers               | Central |
| 2015 | Fukuoka SoftBank Hawks       | Pacific | 4-1   | Tokyo Yakult Swallows        | Central |
| 2016 | Hokkaido Nippon-Ham Fighters | Pacific | 4-2   | Hiroshima Toyo Carp          | Central |
| 2017 | Fukuoka SoftBank Hawks       | Pacific | 4-2   | Yokohama DeNA BayStars       | Central |
| 2018 | Fukuoka SoftBank Hawks       | Pacific | 4-1-1 | Hiroshima Toyo Carp          | Central |
| 2019 | Fukuoka SoftBank Hawks       | Pacific | 4-0   | Yomiuri Giants               | Central |
| 2020 | Fukuoka SoftBank Hawks       | Pacific | 4-0   | Yomiuri Giants               | Central |
| 2021 | Tokyo Yakult Swallows        | Central | 4-2   | Orix Buffaloes               | Pacific |
| 2022 | Orix Buffaloes               | Pacific | 4-2-1 | Tokyo Yakult Swallows        | Central |